# Йозеф Мадльмаєр
Йозеф Мадльмаєр (нім. Josef Madlmayer, 10 квітня 1907, Відень — 20 березня 1945, Енкенбах) — австрійський футболіст, що грав на позиції півзахисника.
Виступав, зокрема, за клуби «Рапід» (Відень) та «Ваккер» (Відень), а також національну збірну Австрії. чемпіон Австрії, володар Кубка Австрії, дворазовий фіналіст Кубка Мітропи. 

## Клубна кар'єра
У складі «Рапіда» дебютував у сезоні 1925-26 років. У 1927 став переможцем кубка Австрії. У фіналі «Рапід» переміг з рахунком 3:0 «Аустрію».
Влітку 1927 року зіграв в усіх шести матчах новоствореного Кубка Мітропи, турніру для провідних клубів Центральної Європи. «Рапід» дістався фіналу змагань, де поступився празькій «Спарті» (2:6, 2:1). У чемпіонаті команда здобула «срібло» 1928 року. А влітку вдруге дісталась фіналу Кубка Мітропи, де знову поступилась у вирішальних матчах. Цього разу угорському «Ференцварошу» (1:7, 5:3).
У 1929 і 1930 роках здобував титули чемпіона Австрії.
З 1930 по 1933 року грав у команді «Ваккер» (Відень) після чого перейшов у французький клуб «Канн», де грав протягом одного сезону.
В другій половині 1930-х років тренував у Швейцарії. З початком Другої світової війни повернувся на батьківщину. Загинув 20 березня 1945 року у битві біля Енкенбаху поблизу міста Дан.

## Виступи за збірну
1928 року зіграв свій єдиний офіційний матч у складі національної збірної Австрії. У товариському матчі збірна Австрії зіграла внічию зі збірною Угорщини — 5:5.
| Дата       | Місто    | Господарі | Результат | Гості   | Турнір           | Голи | Примітки |
| ---------- | -------- | --------- | --------- | ------- | ---------------- | ---- | -------- |
| 06/05/1928 | Будапешт | Угорщина  | 5 – 5     | Австрія | товариський матч | -    |          |
| Усього     |          | Матчів    | 1         |         | Голів            | 0    |          |

### Статистика виступів у кубку Мітропи
| №                      | Розіграш               | Стадія                 | Дата та місце проведення | Команда 1              | Рахунок | Команда 2         | Голи |
| ---------------------- | ---------------------- | ---------------------- | ------------------------ | ---------------------- | ------- | ----------------- | ---- |
| 1                      | 1927                   | 1/4                    | 14.08.1927 Відень        | Рапід (Відень)         | 8:1     | Хайдук (Спліт)    |      |
| 2                      | 1927                   | 1/4                    | 21.08.1927 Спліт         | Хайдук (Спліт)         | 0:1     | Рапід (Відень)    |      |
| 3                      | 1927                   | 1/2                    | 28.09.1927 Прага         | Славія (Прага)         | 2:2     | Рапід (Відень)    |      |
| 4                      | 1927                   | 1/2                    | 2.10.1927 Відень         | Рапід (Відень)         | 2:1     | Славія (Прага)    |      |
| 5                      | 1927                   | фінал                  | 30.10.1927 Прага         | Спарта (Прага)         | 6:2     | Рапід (Відень)    |      |
| 6                      | 1927                   | фінал                  | 13.11.1927 Відень        | Рапід (Відень)         | 2:1     | Спарта (Прага)    |      |
| 7                      | 1928                   | 1/4                    | 20.08.1928 Відень        | Рапід (Відень)         | 6:4     | Хунгарія          |      |
| 8                      | 1928                   | 1/4                    | 25.08.1928 Будапешт      | Хунгарія               | 3:1     | Рапід (Відень)    |      |
| 9                      | 1928                   | 1/4                    | 1.09.1928 Відень         | Рапід (Відень)         | 1:0     | Хунгарія          |      |
| 10                     | 1928                   | 1/2                    | 8.09.1928 Прага          | Вікторія (Жижков)      | 4:3     | Рапід (Відень)    |      |
| 11                     | 1928                   | 1/2                    | 16.09.1928 Відень        | Рапід (Відень)         | 3:2     | Вікторія (Жижков) |      |
| 12                     | 1928                   | 1/2                    | 23.09.1928 Відень        | Рапід (Відень)         | 3:1     | Вікторія (Жижков) |      |
| 13                     | 1928                   | фінал                  | 28.10.1928 Будапешт      | Ференцварош            | 7:1     | Рапід (Відень)    |      |
| 14                     | 1928                   | фінал                  | 11.11.1928 Будапешт      | Рапід (Відень)         | 5:3     | Ференцварош       |      |
| 15                     | 1929                   | 1/4                    | 23.06.1929 Відень        | Рапід (Відень)         | 5:1     | Дженоа            |      |
| 16                     | 1929                   | 1/4                    | 18.07.1929 Генуя         | Дженоа                 | 0:0     | Рапід (Відень)    |      |
| 17                     | 1929                   | 1/2                    | 21.08.1929 Будапешт      | Уйпешт                 | 2:1     | Рапід (Відень)    |      |
| 18                     | 1929                   | 1/2                    | 25.08.1929 Відень        | Рапід (Відень)         | 3:2     | Уйпешт            |      |
| 19                     | 1929                   | 1/2                    | 26.09.1929 Будапешт      | Уйпешт                 | 3:1     | Рапід (Відень)    |      |
| Всього у кубку Мітропи | Всього у кубку Мітропи | Всього у кубку Мітропи | Всього у кубку Мітропи   | Всього у кубку Мітропи | 19      |                   | 0    |

## Титули і досягнення
- Чемпіон Австрії (2):

«Рапід» (Відень):  1928-1929, 1929-1930
- Володар Кубка Австрії (1):

«Рапід» (Відень):  1926-1927
- Фіналіст Кубка Мітропи (2):

«Рапід» (Відень):  1927, 1928